# Geigersau
Geigersau ist ein Gemeindeteil der Gemeinde Böbing im oberbayerischen Landkreis Weilheim-Schongau. 
Der Weiler Geigersau liegt circa fünf Kilometer südlich von Böbing auf einem Höhenzug. 
In Geigersau befindet sich eine denkmalgeschützte Hofkapelle aus der ersten Hälfte des 19. Jahrhunderts.